# モンタノケラトプス
モンタノケラトプス（学名 Montanoceratops 　「モンタナの角のある顔」の意味）は小型の角竜類恐竜の属である。後期白亜紀マーストリヒチアン期に生息していた。化石はその名が示すようにアメリカモンタナ州で発見された。

## 発見と種

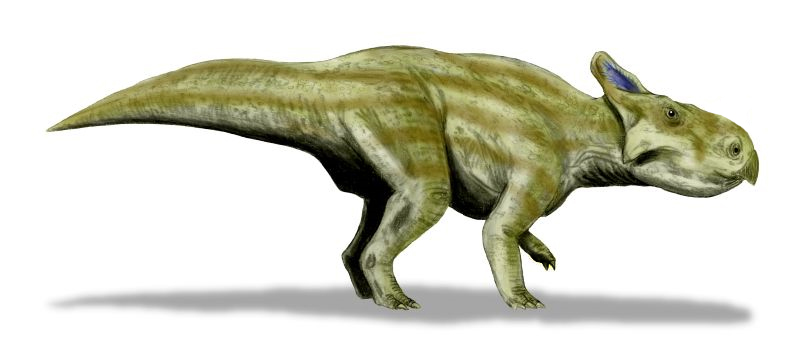
復元図

現在モンタノケラトプスとして知られている最初の化石は1915年にバーナム・ブラウンによりモンタナ州、バッファローレイクにある
セントメリーリバー累層（St Mary River Formation）で発見されたもので、ブラウンと助手のErich M. Schlaikjerにより1935年にレプトケラトプスの種Leptoceratops cerorhynchosとして発表された。しかしながら、後にC.M. Sternberg によってより多くのレプトケラトプスの資料が収集され、L. cerorhynchosは独自の属であるとしてモンタノケラトプスが作られた。
バーナム・ブラウンによって発見された最初の標本は不十分で、頭骨の大半を欠いていたが、椎骨、骨盤、後肢を含んでいた。1998年、Brends Chinneryと David Weishampel によってより多くの資料が発見され論文が発表された。

## 分類
モンタノケラトプスは角竜類（ceratopsia この名はギリシャ語で角のある顔を意味する）のレプトケラサウルス科に属し、それはオウムのようなくちばしを持ち、約6500万年前に終焉した白亜紀に北米とアジアで成功したグループの一つである。全ての角竜類はこの時代の終わりに絶滅した。

## 古生態

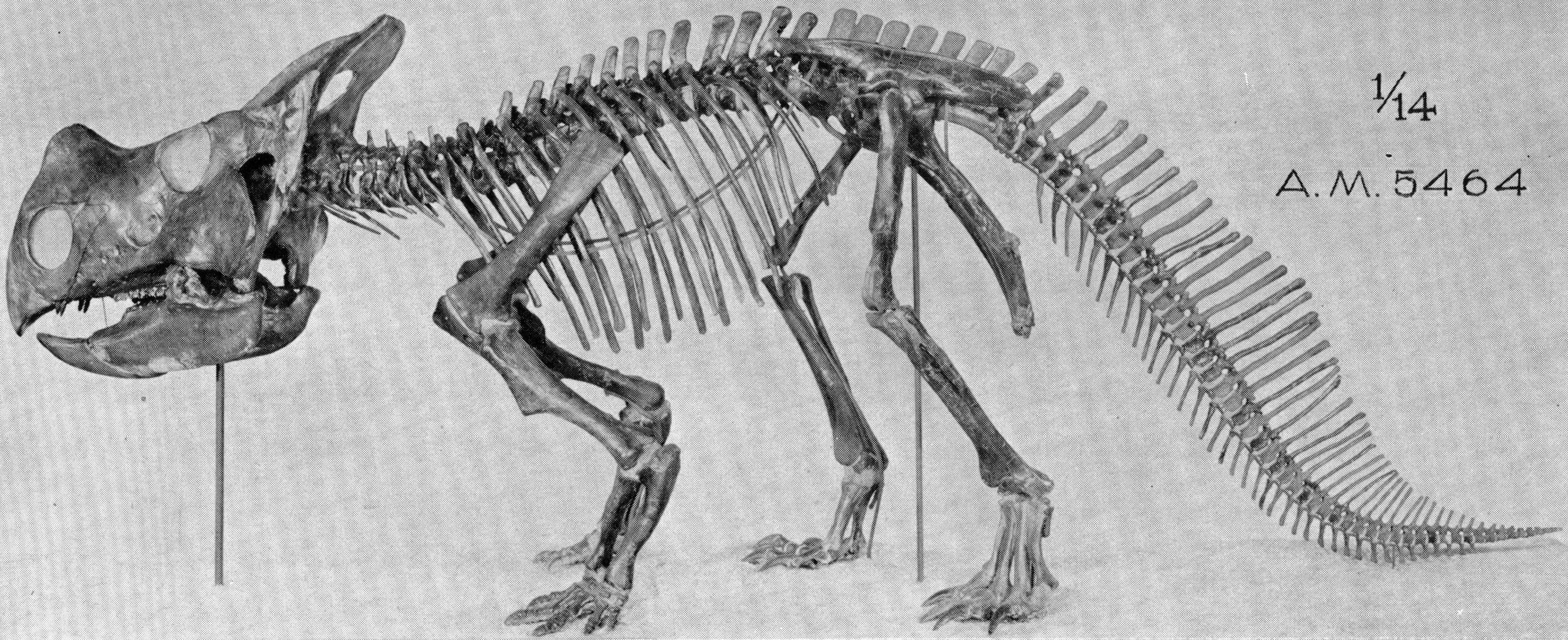
鼻の上に角のある姿で復元された骨格

モンタノケラトプスは多くの側面で典型的な原始的角竜類であり、蹄でなく鉤爪を持ち、歯のないくちばしではなく顎に歯列がありなど後の種
と比べて顕著である。鼻に角を持つと考えられたこともあったが、頬の角の間違いであった。 その他の変わった特徴として尾の骨の上の棘がある。その棘は生きている間には見ることはできなかったであろうが、風変わりな深い断面の尾を形成していた。尾はまた非常に柔軟でもあり、種内でのシグナル伝達も可能だったかもしれない、そして深い形状はよりよく見えただろう。 モンタノケラトプスは頭から尾までの体長が約3ｍであった。
モンタノケラトプスは他の全ての角竜類のように草食であった。角竜類の鋭いくちばしは広葉樹や針葉樹の葉をかじり取るのに使われたのだろう。

## 参照
1. 1 2  Holtz, Thomas R. Jr. (2008) Dinosaurs: The Most Complete, Up-to-Date Encyclopedia for Dinosaur Lovers of All Ages Supplementary Information
2. ↑  Bakker, Robert (1986). The Dinosaur Heresies. Kensington Publishing Corp.. p. 98. ISBN 0-8065-2260-7
3. ↑  Palmer, D., ed (1999). The Marshall Illustrated Encyclopedia of Dinosaurs and Prehistoric Animals. London: Marshall Editions. p. 164. ISBN 1-84028-152-9

- Chinnery, BJ & Weishampel, DB (1998). “Montanoceratops cerorhynchus (Dinosauria: Ceratopsia) and relationships among basal neoceratopsians”. Journal of Vertebrate Paleontology 18 (3):  569–585. doi:10.1080/02724634.1998.10011085.
- http://www.vertpaleo.org/jvp/18-569-585.html (online abstract of preceding article)